# Hister viduus
Hister viduus är en skalbaggsart som beskrevs av Fahraeus in Boheman 1851. Hister viduus ingår i släktet Hister och familjen stumpbaggar. Inga underarter finns listade i Catalogue of Life.